# ماه‌نشان
ماه‌نِشان مرکز شهرستان ماه‌نشان در استان زنجان ایران است.

## تاریخچه
این محل از قدیم محل استقرار قوم ماننا بوده‌است، که مرکز آن‌ها در منطقه جایی بوده که اکنون روستای بهستان (در ۱۵ کیلومتری ماه‌نشان) قرار دارد. مانناها از طریق مصب و کناره‌های رودخانه قزل اوزن وارد فلات ایران شدند و در روستاهایی همچون بهستان ک قلعه بهستان نیز آنجا واقع است در ۱۵ کیلومتری شهر ماهنشان مستقر شدند.
شهرستان ماه نشان در تاریخ ۱۶/۸/۱۳۷۵ براساس مصوبه شماره ۲/۱۰۰۳۵۰ هیئت وزیران از شهرستان زنجان منتزع و با تأسیس فرمانداری به شهرستان تبدیل گردید که هم‌اکنون شامل دو بخش (مرکزی و انگوران) دو شهر (ماهنشان و دندی) پنج دهستان (ماهنشان، اوریاد، قزل گچیلو واقع در بخش مرکزی، قلعه جوق سیاه منصور و انگوران واقع در بخش انگوران) با ۱۲۸ روستا ۶۲ روستا در بخش مرکزی و ۶۶ روستا در بخش انگوران می‌باشد جمعیت شهرستان براساس سرشماری عمومی سال ۸۵ بالغ بر ۴۲۶۵۷ نفر می‌باشد غالب مردم شهرستان شیعه اثنی عشر و درصد کمی از پیروان اهل تسنن و فرقی نظیر اهل حق نیز در این شهرستان زندگی می‌کنند.

## اماکن تاریخی
مهمترین‌ها: قلعه بهستان متعلق به دوره هخامنشیان، حسینیه روستای قلعه ارزه‌خوران اواخر قاجاریه،دود کش جن واقع در نزدیکی روستای وهران مقبره مولانا همتی انگورانی (سدهٔ دهم هجری) قلعه کلیسا در روستای کلیسا، گنجعلی بیگ قلعسی در روستای گنج‌آباد، قلعه یاستی قلعه در روستای یاستی قلعه، منجیق لیق در روستای یاستی قلعه دوره ساسانی، گیلار تپه قرن ۶ هجری قمری در روستای قلعه جوق سیاه منصور، اورتاتپه ۶۰۲ هجری قمری در روستای یاستی قلعه، تپه تکلی کانی ۱۰۹ هجری قمری روستای پری، قبرستان گورتپه در روستای ینگیجه، دریاچه طبیعی خندقلو، یخچال طبیعی قوشقار، قلعه جوق سیاه منصور.